# 남서울경전철 SL000호대 전동차
남서울경전철 SL000호대 전동차는 2022년 5월 서울 경전철 신림선 개통과 함께 도입된 경전철이다. 현재 총 3량 12개 편성(36량)이 운행하고 있다.

## 도입 역사
차량의 제원은 다음과 같다.
- 차량 형식: K-AGT 고무차륜 (완전무인 자동운전방식)
- 차량 규격: 폭 2.4 m, 높이 3.5 m, 연장 28.92 m
- 편성: 3량 1편성
- 정원: 158명
- 운행속도: 최고 60km/h

## 편성
3량 1편성으로 구성되었으며, 전철 차량 중 3번째로 홀수 량으로 구성된 편성이다.

## 배속
- SL01 ~ SL12편성: 보라매차량사업소, 3량

## 현재 운행 구간
- ● 서울 경전철 신림선: 샛강 - 관악산(서울대학)

## 현황
| 차호       | 도입 시기 | 운행 중단 시기 | 비고 |
| ---------- | --------- | -------------- | ---- |
| SL301 편성 | 2020년    | 운행 중        |      |
| SL302 편성 | 2020년    | 운행 중        |      |
| SL303 편성 | 2020년    | 운행 중        |      |
| SL304 편성 | 2020년    | 운행 중        |      |
| SL305 편성 | 2020년    | 운행 중        |      |
| SL306 편성 | 2020년    | 운행 중        |      |
| SL307 편성 | 2020년    | 운행 중        |      |
| SL308 편성 | 2020년    | 운행 중        |      |
| SL309 편성 | 2020년    | 운행 중        |      |
| SL310 편성 | 2020년    | 운행 중        |      |
| SL311 편성 | 2020년    | 운행 중        |      |
| SL312 편성 | 2020년    | 운행 중        |      |

## 사진

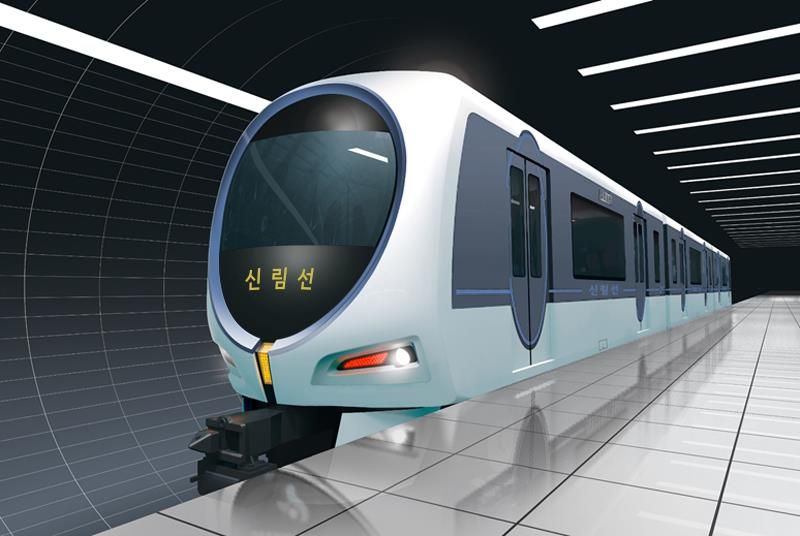
차량 외부
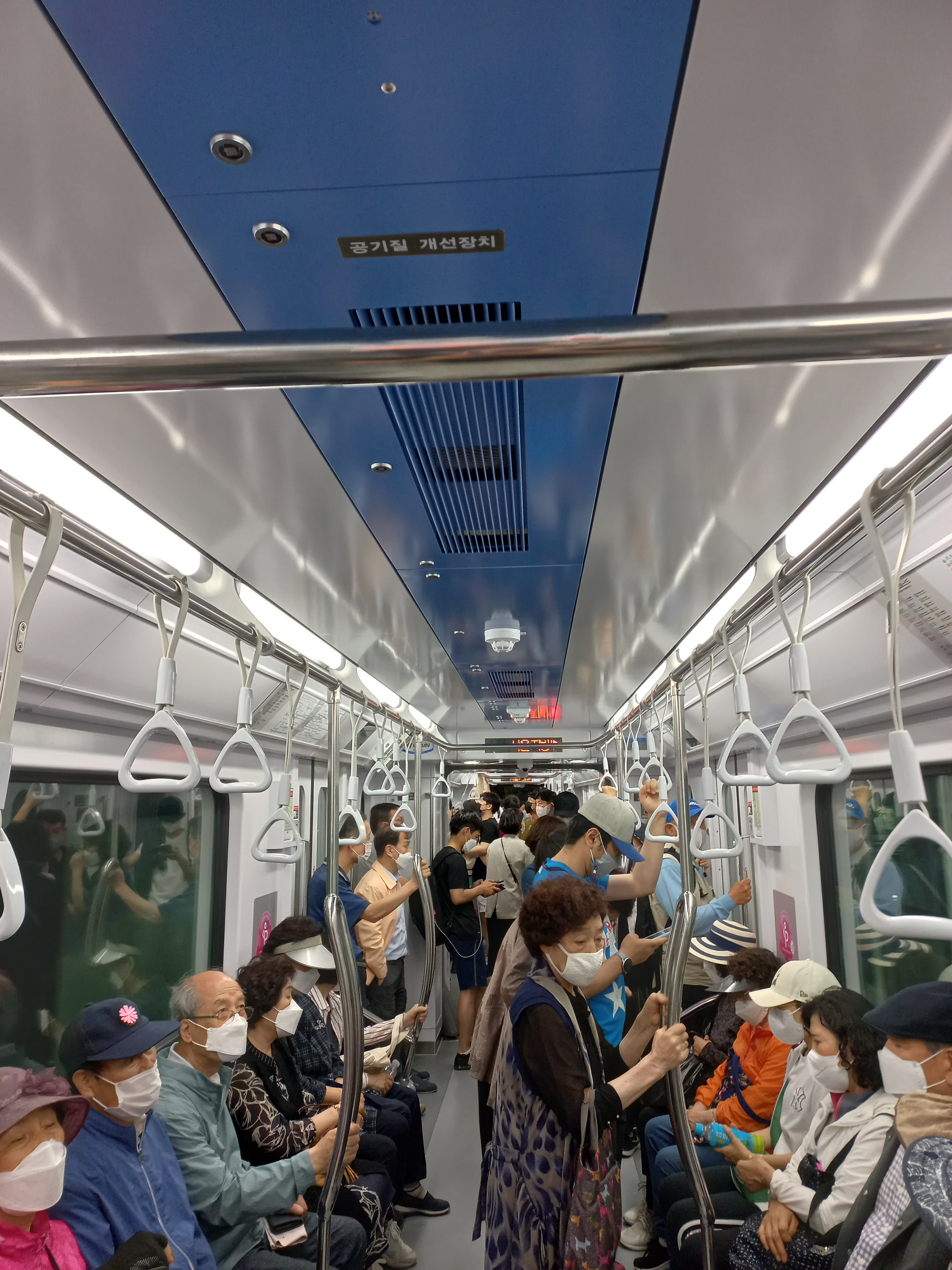
차량 내부
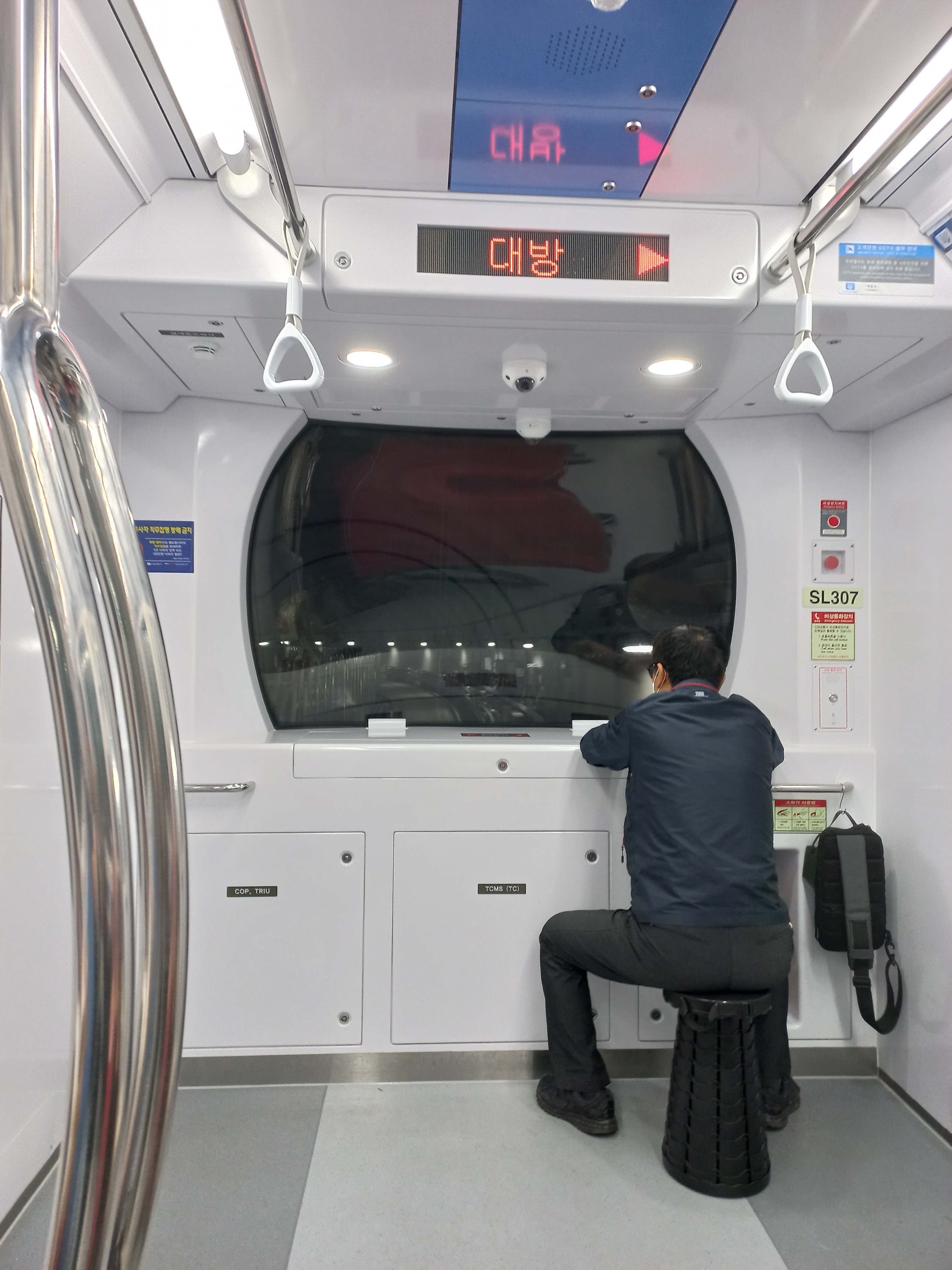
07편성
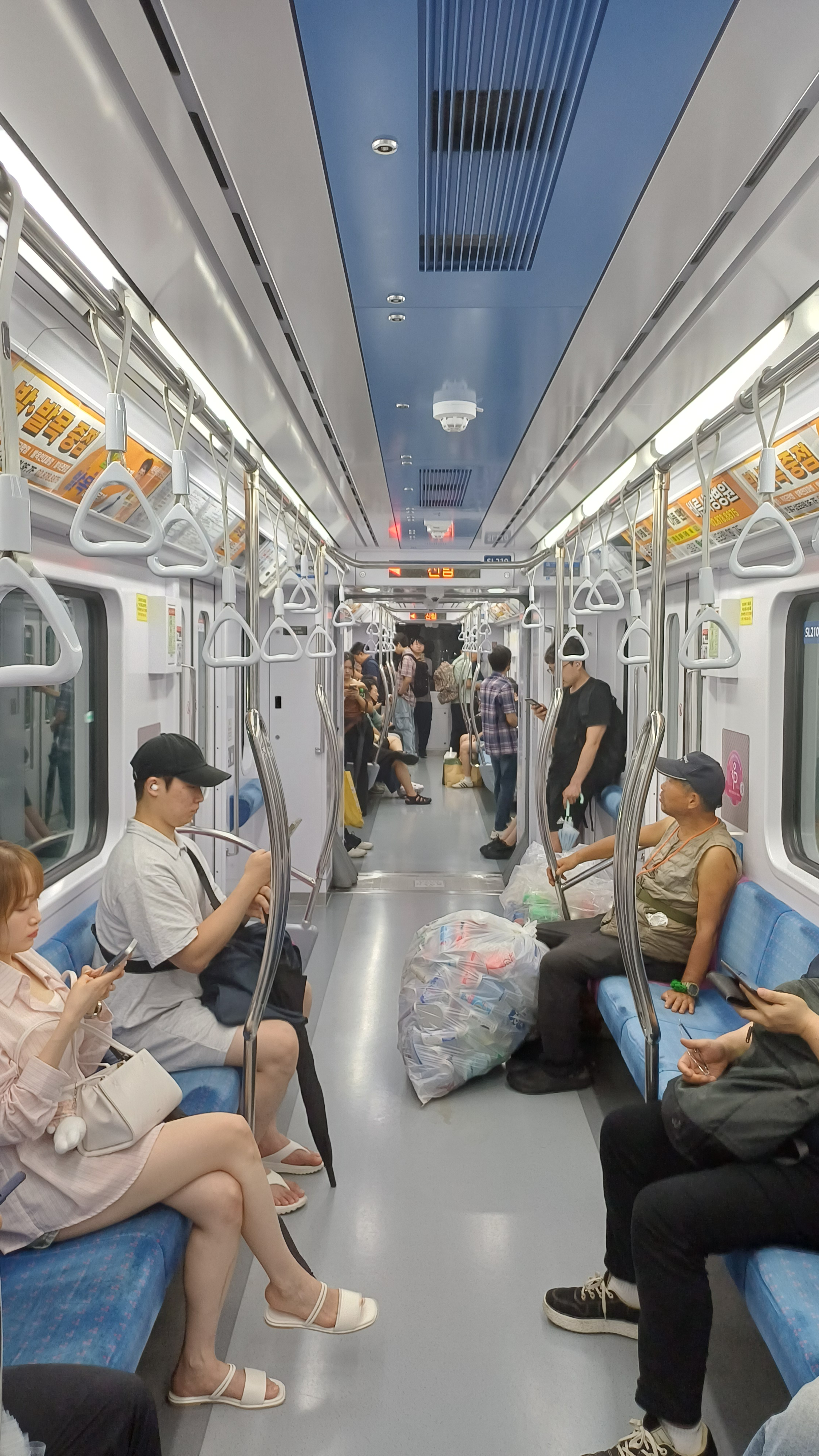
10편성

## 비상핸들 작동 시 주의사항
- 터널내에 선로 옆에는 항상 전기가 흐르고 있어 무단으로 임의하차 시 감전 위험이 있다.

## 같이 보기
- 서울 경전철 신림선
- 남서울경전철